# Patrolowce typu Barentshav
Patrolowce typu Barentshav – typ trzech patrolowców używanych przez Norweską Straż Wybrzeża, napędzanych za pomocą LNG. Ich głównymi zadaniami są patrole wyłącznej strefy ekonomicznej, inspekcja połowów oraz akcji poszukiwawczo-ratunkowych.

## Budowa
Okręty są projektu Vik-Sandvik VS 794 GCV, zostały zbudowane przez Myklebust Verft i są wykorzystywane przez Remøy Management w imieniu Norweskiej Straży Wybrzeża.
Straż Wybrzeża spodziewa się 90% spadku emisji NOx i 20% spadku emisji CO2 w porównaniu do napędzanych standardowo okrętów tej wielkości.
Okręty zostały zamówione, aby zastąpić patrolowce KV „Chieftain”, KV „Tromsø” i KV „Stålbas”. Kontrakt na wynajem „Cheftaina” wygasł pod koniec 2007 r., „Tromsø” 20 marca 2007 r., a „Stålbasa” pod koniec 2006 roku. KV „Barentshav” został dostarczony w sierpniu 2009 r., a KV „Bergen” i KV „Sortland” odpowiednio pod koniec 2009 r. i w 2010 roku.
Okręty typu Barentshav są wyposażone odpowiednio dla NATO Submarine Rescue System.

## Okręty
| #    | Nazwa           | Położenie stępki | Zwodowany | Wprowadzony do służby | Status |
| ---- | --------------- | ---------------- | --------- | --------------------- | ------ |
| W340 | KV „Barentshav” |                  |           | Sierpień 2009         |        |
| W341 | KV „Bergen”     |                  |           | 10 kwietnia 2010      |        |
| W342 | KV „Sortland”   |                  |           | 14 lipca 2010         |        |